# Шимоносеки
Шимоносеки (по английската Система на Хепбърн Shimomoseki) е град в Япония, намира се в префектура Ямагучи, на югозападния край на главния японски остров Хоншу. Населението на града е около 290 000 жители. На юг протокът Канмон разделя града от Китакюшу, а на запад се намира проливът Цушима – арена на главната морска битка по време на Руско-Японската война през 1905, когато японският флот под командването на адмирал Того разбива руската Втора Тихоокеанска Ескадра на адмирал Рождественски.
Сред забележителностите са 2 от общо 26-те морски фара на Ричард Хенри Брънтън, построени в Япония в края на 19 век, замъкът Чофу, голям аквариум, будистки и шинтоистки храмове. Градът има голямо пристанище, а най-близките летища са Китакюшу, Ямагучи и Фукуока. Фериботни връзки има с Пусан в Южна Корея и Шанхай, Китай.
Мост и няколко подводни тунела свързват Шимоносеки с Китакюшу и Фукуока. Първият от тях е открит през 1942 година. Най-новият и най-дългият – 18 713 m (един от най-дългите в света) е Шинканмон – по него преминава високоскоростната железопътна линия Шинкансен, свързваща главните японски острови Хоншу и Кюшу (влаковете на Шинкансен се движат с 300 km/h)

## Побратимявания
Шимоносеки има 1 японски и 5 международни побратимени града  Архив на оригинала от 2013-05-16 в Wayback Machine.:

### Извън Япония
- Сантуш, Бразилия от 1971
- Истанбул, Турция от 1972
- Бусан, Южна Корея от 1976
- Цингтао, Китай от 1979
- Питсбърг (Калифорния), САЩ от 1998

### Японски
- Кикугава (Шидзуока)